# دنیل تی بری
دنیل تی بری (به انگلیسی: Daniel T. Barry) فضانورد اهل کشور ایالات متحده آمریکا است که در ۳۰ دسامبر ۱۹۵۳ میلادی در نورواک، کنتیکت زاده شد. وی در مأموریت اس‌تی‌اس-۷۲، اس‌تی‌اس-۹۶، اس‌تی‌اس-۱۰۵ حضور داشته است.